# Альберт Бассерман
Альбе́рт Ба́ссерман (нім. Albert Bassermann; 7 вересня 1867, Мангайм — 15 травня 1952, Цюрих) — німецький актор театру і кіно.

## Життєпис
Народився в Мангаймі, де у 1887 році й почав свою акторську кар'єру. Потім чотири роки працював в театрі Майнінг та пізніше переїхав у Берлін. Там він з 1899 року працював у театрі Отто Брама, в Німецькому театрі з 1904 року, в театрі Лессінга з 1909 року. З 1909 по 1915 рік він також працював з Максом Рейнгардтом в Німецькому театрі в Берліні. Його популярність і авторитет як актора були настільки сильні, що в 1911 році він отримав Кільце Іффланда.
Бассерман відомий як один з перших німецьких театральних акторів, які почали зніматися в кіно. У 1913 році зіграв головну роль у фільмі «Der Andere», після чого працював з найбільшими німецькими режисерами епохи німого кіно. Його дружина Ельза, також актриса, разом з якою він часто грав на сцені, була єврейкою, тому в 1933 році, коли до влади в Німеччині прийшли нацисти, Адольф Гітлер, який дуже поважав творчість Бассермана, особисто запропонував йому розлучитися з нею, щоб мати можливість продовжувати роботу. Бассерман відповів відмовою і в 1933 році емігрував разом з дружиною з Німеччини до Швейцарії, а з 1938 року жив в США. Він не дуже добре говорив англійською, але поліпшив свою вимову за допомогою дружини і знайшов себе в американському кінематографі як характерний актор другого плану, будучи навіть номінований в 1940 році на премію «Оскар» як найкращий актор другого плану.
В Європу Бассерман повернувся в 1946 році, помер від серцевого нападу під час перельоту з Нью-Йорка до Цюриха, був похований в рідному місті.

## Вибрана фільмографія
- 1930 — Альрауне  / Alraune — таємний радник тен Брінкен
- 1940 — Іноземний кореспондент — Ван Меєр
- 1941 — Жорстокий Шанхай — Ван Елст
- 1943 — Мадам Кюрі — професор Жан Перо
- 1943 — Хай щастить, містер Єйтс — доктор Карл Гессер
- 1944 — З тих пір відколи ви пішли
- 1948 — Червоні черевички — Ратов